# Parafia św. Franciszka Serafickiego w Ostródzie
Parafia Świętego Franciszka Serafickiego w Ostródzie – rzymskokatolicka parafia w Ostródzie, należąca do archidiecezji warmińskiej i dekanatu Ostróda. Została utworzona 26 sierpnia 1989. Kościół parafialny mieści się przy ulicy Franciszkańskiej. Parafię prowadzą Ojcowie Franciszkanie Konwentualni.